# Динамічна модель керування рухами
Динамі́чна моде́ль керува́ння ру́хами моторною корою припускає, що нейронна активність в моторній корі (на відміну від сомато-сенсорних областей ЦНС) не репрезентує конкретні моторні параметри руху, але відіграє причинну роль в генеруванні рухів.
Відповідно до динамічного підходу, нейронна активність в моторній корі, яка спричиняє та керує рухами, не повинна що-небудь репрезентувати (відображати), оскільки специфічні сигнали, які приводить м’язи та суглоби в дію, формуються на рівні спинного мозку. Тоді як нейрони в моторній корі характеризуються власною внутрішньою динамікою, яка не обов’язково повинна нагадувати динаміку м’язової активності, щоб її спричиняти.

## Відмінність між динамічними та репрезентаційними моделями руху
Традиційні («репрезентаційні») моделі керування рухами припускали, що нейронна активність в моторній корі,  перш за все в первинній моторній корі, репрезентує (відображає) конкретні моторні параметри руху. В цих моделях активність одиничного нейрону пов’язана з моторними параметрами, з якими він найсильніше коваріює. Якщо ж нейрон проявляє кілька патернів розрядів, як це спостерігається під час різних поведінкових завдань, то вважається, що він репрезентує багато параметрів, що можна виразити як:
{\displaystyle \ r_{n}(t)=f_{n}({\mbox{param}}_{1}(t),{\mbox{param}}_{2}(t),{\mbox{param}}_{3}(t)...)}
де {\displaystyle \ r_{n}} - це частота розряду нейрону n в час t, {\displaystyle \ f_{n}}– це функція налаштування, а {\displaystyle {\mbox{param}}_{1}(t),{\mbox{param}}_{2}(t)...}– це аргументи функції налаштування, як, напр., швидкість руху руки чи напрямок руху.
В рамках репрезентаційних моделей, ключовою рисою нейронної активності, в якій вона аналізується, є функція налаштування (tuning function) - крива, яка описує середню частоту розрядів нейронів, як функцію від значень певного (моторного) параметру. Чисельні дослідження (реєстрація та моделювання) нейронної активності в моторній корі за останні 60 років намагались виявити ті моторні параметри, з якими нейронна налаштованість найбільш надійно пов’язана і які єдині репрезентуються в моторній корі. Зокрема, експериментально було виявлено, що розряди нейронів в М1 репрезентують напрямок руху руки, швидкість руху, відстань до цілі, крутний момент, напрямок сили, м’язову активацію тощо. Але в більшості з цих експериментів також було виявлено, що нейронна налаштованість не є сталою по відношенню до жодного з цих параметрів; вона або змінювалась під час різних завдань, або ж не була однозначною 
Складність і неоднорідність активності одиничних нейронів в премоторній та моторній корі змусила нейронауковців припустити, що «можливо слід відмовитись від погляду, що нейронні розряди існують для того, щоб «репрезентувати» параметри руху». Відтак, для вирішення проблеми керування моторною корою рухами та усунення ускладнень репрезентаційних моделей, були запропоновані дві динамічні моделі: одна на основі теоретичних досліджень Рокні та Сомполінські, інша на основі експериментів та обчислювальних моделювань групою нейронауковців Стенфордського університету на чолі з Крішною Шеноєм (англ. Krisha V. Shneoy) та його аспірантами і колегами Марком Черчлендом (англ. Mark M. Churchland), Джоном Каннінгемом (англ. John P. Cunningham), Метью Кауфманом (англ. Matthew T. Kaufman) та ін.
Динамічні моделі керування руху трактують моторну кору, як динамічну систему, що генерує та керує рухами. Така динамічна система складається з динамічних станів, що еволюціонують протягом часу відповідно до специфічних правил. Динамічний стан моторної кори в будь-який даний час може бути описаний як частота розрядів популяції нейронів в певний конкретний час. Активність моторної кори протягом моторного завдання може бути репрезентована, як зміна динамічних станів, що слідують специфічній траєкторії в просторі станів (траєкторія простору станів – еволюція активності нейронної популяції в просторі, де кожна вісь відповідає реакції одного нейрону). В найпростішій, детерміністичній  формі це може бути виражене як:
{\displaystyle \mathbf {\dot {r}} =f(\mathbf {r} (t)+\mathbf {u} (t))}
де {\displaystyle \mathbf {r} } – це вектор, що описує частоту розрядів всіх нейронів («нейронний стан»), {\displaystyle \mathbf {\dot {r}} } - похідна, {\displaystyle \ f} – невідома функція, а {\displaystyle \mathbf {u} } – це зовнішній вхідний сигнал.
Динамічний підхід переносить увагу із пошуку нейронного коду моторної кори та його змісту на природу динамічної системи, що генерує точно впорядковану в часі моторну команду. Тоді еволюція нейронної активності найкраще описується не в термінах еволюції моторних параметрів руху, а в термінах динамічних правил, відповідно до яких поточний стан системи спричиняє наступний стан.
Згідно з динамічним підходом, нейронна активність в моторній корі не репрезентує якісь конкретні моторні параметри, але скоріш має свою власну динаміку, яка скеровує м’язову активність. У динамічній моделі нейронна активність в моторній системі відображає суміш сигналів: деякі є вихідними сигналами, що скеровуються до м’язів, але більшість з них – це внутрішні динамічні процеси, які беруть участь у формуванні вихідних сигналів, але самі не корелюють з моторними параметрами руху. Ці внутрішні сигнали відображають базисну множину шаблонів, з яких будуються вихідні моторні команди, що пояснює і те різноманіття моторних параметрів, з якими корелює нейронна активність в репрезентаційних моделях.
Одиничні базисні елементи часто можуть навіть грубо корелювати з параметрами руху і нагадувати активність кінцевих вихідних сигналів, як то м’язів чи швидкості руху руки, але ці кореляції не зберігаються для різних завдань, характеризуються часовою складністю і тому не свідчать про репрезентацію моторних параметрів моторною корою. Що узгоджується з іншими моделями, які передбачали, що в такій сильно надлишковій системі, як моторна, активність одиничного нейрону не повинна бути схожою і мати прямий зв'язок з будь-яким з моторних параметрів, навіть з тими, якими він керує.
Також в динамічній моделі руху легко пояснюється мінливість кривих налаштування: нейронна налаштованість – це результат того, що різні умови виконання рухів потребують, щоб різні елементи базисної множини по-різному модулювались під час виконання завдання, навіть тими параметрами, з якими нейронна активність нібито прямо пов’язана. Стала налаштованість неможлива в системі, чиєю функцією є генерування та керування рухів, а не їх репрезентація.
Беручи до уваги ці відмінності, репрезентаційний та динамічний підходи до керування руху часто припускають дуже різні форми експерименту та аналізу. В контексті репрезентаційного підходу дослідник прагне зрозуміти, які моторні параметри репрезентовані нейронною активністю, у якій системі координат і як відбувається сенсорно-моторне перетворення з однієї системи координат в іншу.
Тоді як з точки зору динамічно-системного підходу, якщо нейронна активність в моторній корі лише опосередковано пов’язана із рухом, натомість відображаючи внутрішні стани динамічних процесів, то повинні бути зовсім відмінні від репрезентаційних підходи до вивчення цієї активності: застосування статистичних методів для отримання стану популяції із експериментальних даних, апарату динамічних систем для опису еволюції траєкторії стану популяції  в просторі станів та виявлення механізмів переходу від підготовчого стану популяції до стану генерування руху.

## Передумови формування динамічного підходу до керування рухами

### Часова складність та неоднорідність нейронної активності
Серія досліджень протягом останнього десятиліття поставила під сумнів існування канонічної, незмінної нейронної поведінки в моторній корі. Навіть ранні нейрофізіологічні дослідження активності моторної кори вказували на різноманіття часових форм нейронних розрядів у завданнях з рухом одного суглобу, під час розгинання/згинання зап’ястя. Також дослідження рухів всією рукою виявили істотні відхилення активності одиничних нейронів від канонічної нейронної поведінки та зміну переважних напрямків (напрямки, по відношенню до яких нейрон проявляє найбільшу частоту розрядів) для різних операційних просторів виконання рухів. Також було виявлено, що переважні напрямки нейронів можуть змінюватись в часі із поставою кисті руки в ізометричних завданнях.
Традиційно, найбільше досліджень нейронної активності було сфокусовано на її просторовій (криві налаштування до моторних параметрів, див. детальніше), а не часовій структурі. Однак часові властивості розрядів одиничних нейронів також містять важливу інформацію про роль моторної кори у керуванні рухами.
В дослідженні Черчленда та Шеноя, реєстрація активності в первинній моторній та дорсальній премоторній корі виявила складні в часі форми розрядів одиничних нейронів протягом руху: вони характеризувались багатофазністю активності та змінювались протягом різних відстаней і напрямків руху. Крім того, була виявлена неоднорідність цих форм розрядів: характерна для даного нейрону форма розрядів часто не спостерігалась для інших нейронів, які реєструвались. Тому розряди нейронів покривали лінійний простір значно більших розмірностей (напр. для охоплення 80% дисперсії нейронних розрядів потрібно було 18 головних компонент), аніж в традиційних моделях, де нейронні розряди пов’язані з незначною кількістю параметрів – кінетичних чи кінематичних.
Подібні складні розряди нейронів можуть функціонувати як базисна множина, що репрезентує багато параметрів і дозволяє низхідним нейронним мережам вилучати із цих складних розрядів будь-яку необхідну інформацію.
Оскільки, щоб адекватно реконструювати нейронну поведінку потрібна була відносно велика кількість головних компонент, то це пояснює, чому традиційні моделі, які розглядали нейронну активність, як корелюючу з одиничними моторними параметрами не могли пояснити неоднорідність та часову складність нейронних розрядів, якщо тільки не включали велику кількість таких параметрів.
Окрім того, Черчленд  та Шеной не знайшли свідчень «переважних напрямків рухів» (напрямки, по відношенню до яких нейрон максимально розряджається), які є основою репрезентаційних моделей. Умови, за яких нейрон проявляв найбільшу активність, були різними протягом різних випробувань і змінювались з часом. Деякі нейрони, які проявляли переважну налаштованість до рухів праворуч щойно перед настанням руху, проявляли більшу налаштованість ліворуч протягом самого руху.
Тож, зважаючи на неоднорідність та складність поведінки одиничних нейронів в моторній корі, традиційні моделі, які використовували лінійні методи для декодування кінематичних чи ЕМГ параметрів із нейронної активності, завжди могли виявити нейронні кореляти тієї чи іншої одиничної моторної змінної. Висока розмірність нейронних розрядів гарантує, що вони охоплюватимуть простір, який перекриватиметься з простором, що охоплювали кінематичні параметри чи ЕМГ активність.

## Модель Рокні-Сомполінського
Одну з перших динамічних моделей генерування моторною корою рухів запропонував у своїй дисертації  (2004 р., а в 2012  р. опублікована як окрема наукова стаття) Урі Рокні (англ. Uri Rokni) разом з його науковим керівником Хаїмом Сомполінські (англ. Haim Sompolinsky).

### Структура моделі

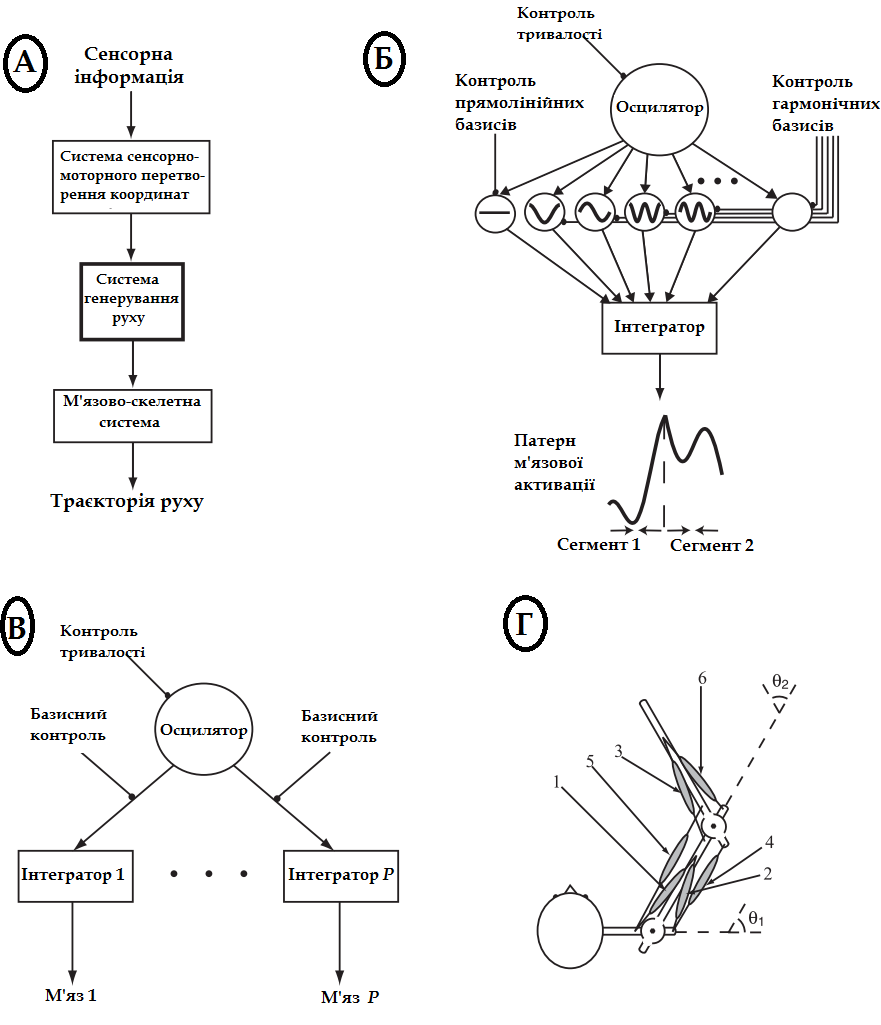
Модель Рокні-Сомполінського

Рокні та Сомполінські висунули гіпотезу, що мозок використовує багатоцільовий генератор патернів (упорядкованих структур) для перетворення статичних команд в базові сегменти руху. Для демонстрації достовірності гіпотези, вони побудували динамічну модель генерування руху. Модель включає  осцилятор, який генерує гармонічні вихідні сигнали, чия циклічна частота і амплітуди модулюються зовнішніми вхідними сигналами. Гармонічні вихідні сигнали керують кількома інтеграторами, кожен з яких активізує один м’яз. Модель генерує м’язові патерни активації, які складаються з прямолінійних та гармонічних елементів і можуть відтворювати відомі властивості природних рухів, як інваріантний куполоподібний профіль швидкості руху руки протягом досягання.
Нейронні осцилятори є природним механізмом для генерування циклічних рухів. Але для того, щоб модель могла генерувати й не циклічні рухи, слід додати неколивальні змінні (якими в моделі є інтегратори), що відповідатимуть за безпосередню активацію м’язів та вирішать характерну для осциляторних моделей проблему запам’ятовування слідів попередніх сегментів руху: коливальні змінні не згасають цілком перед початком нового сегменту руху, зберігаючи сліди попередніх сегментів.
Динамічна нейронна система перетворює статичні репрезентації сенсорної інформації в часові патерни м’язової активації. Ця динамічна система – «система генерування руху» (СГР). СГР складається із осцилятора, який керує  інтегратором. Повний цикл коливання інтегратора генерує одиничний сегмент руху. Інтегратор перетворює постійний компонент коливання в прямолінійний вихідний сигнал, а змінний компонент коливання – в коливальний моторний вихідний сигнал. Для генерування сегментів руху із різною часовою тривалістю, період осцилятора керується статичними вхідними сигналами. Так само, щоб генерувати різні форми сегментів руху, коефіцієнти підсилення гармонічних компонент вхідного сигналу інтегратора також керуються статичними вхідними сигналами. Коефіцієнт підсилення постійного компоненту контролює величину прямолінійного базисного руху (англ. motor primitive), а коефіцієнти підсилення змінних компонент контролюють величину гармонічних базисних рухів. Оскільки величини синусних та косинусних патернів керуються окремо, то СРГ керує як амплітудою, так і фазою гармонічних компонент. Під час переходу між двома послідовними сегментами рух, під впливом зовнішніх сигналів, ці коефіцієнти змінюються переривчасто, тоді інтегратор згладжує ці розриви і СРГ генерує неперервні вихідні сигнали, як вимагає динамічна модель аби уподібнюватись природним рухам.
Щоб керувати множиною ступенів свободи, осцилятор повинен керувати кількома інтеграторами, кожен з яких активізує одиничний суглоб. Кожен інтегратор має множину змінюваних коефіцієнтів підсилення, які керують гармонічними компонентами його вхідного сигналу. Оскільки в м’язово-скелетній системі існує менше м'язів, аніж суглобів, то для більшості моторних завдань достатньо невеликої множини базисних рухів. Тому, для спрощення керування, припускається, що тільки певна комбінація коефіцієнтів підсилення керується незалежно. В такому випадку, базисний рух відповідає комбінації прямолінійних та гармонічних патернів активації кількох м’язів.
Етапи генерування сегменту руху динамічною моделлю: 1) сенсорна інформація репрезентується як статичні вхідні сигнали; 2) ці сигнали відображаються системою сенсорно-моторного перетворення координат (ССМП) в статичні моторні команди, які репрезентують заплановані рухи; 3) статичні моторні команди подаються на систему генерування руху (СГР), чиї вихідні сигнали генерують часові патерни м'язової активації і 4) м’язи приводять до руху м'язово-скелетну систему, яка є динамічною системою другого порядку, тому вихідні сигнали із СГР визначають миттєве прискорення.
СГР є багато-цільовим генератором патернів, чия архітектура визначає множину можливих патернів активації м’язів. Оскільки динамічна модель, аби відповідати природним рухам, повинна генерувати плавні рухи із неперервним прискоренням, то СГР має генерувати неперервні вихідні сигнали. ССМП вибирає серед множини можливих патернів відповідні для даного завдання часові патерни. Оскільки поєднання сенсорної інформації з відповідним патерном обумовлюється потребами  конкретного завдання, то ССМП є специфічним модулем, який залежить від конкретних завдань.

### Математичне формулювання моделі
СГР складається з осцилятора, що приводить в дію {\displaystyle P} інтегратори, кожен з яких активізує одиничний м’яз. Вхідний сигнал із осцилятора в інтегратор є сумою {\displaystyle \ n^{*}+1} компонент Фур’є:
{\displaystyle \ u^{v}(t)=\sum _{n=0}^{n^{*}}Re({\tilde {\varepsilon }}^{v,n},e^{in\omega t})}   (1)
де {\displaystyle \ v} – це інтегратор; кількість інтеграторів P дорівнює кількості м’язів в м’язово-скелетній системі. Вхідний сигнал {\displaystyle \ u^{v}(t)} це сума гармонічних компонент, де {\displaystyle \ n^{*}}  - це найвища гармоніка. {\displaystyle {\tilde {\varepsilon }}^{v,n}} - це коефіцієнти Фур’є ( {\displaystyle {\tilde {\varepsilon }}^{v,0}} є дійсними коефіцієнтами, тоді як для n > 1, {\displaystyle {\tilde {\varepsilon }}^{v,n}} є комплексними), а {\displaystyle \omega } - це основна частота коливань осцилятора. Параметри {\displaystyle {\tilde {\varepsilon }}^{v,n}} та {\displaystyle \omega } є параметрами керування динамічної системи. Динамічне рівняння інтегратора {\displaystyle \ v} має форму:
{\displaystyle {\dot {m}}^{v}=u^{v}}  (2)
Інтегруючи рівняння (1), отримуємо вихідний сигнал інтегратора протягом сегменту руху:
{\displaystyle \ m^{v}(t)=m^{v}(0)+\Delta m^{v}{\frac {\omega \tau }{2\pi }}+\sum Re[{\tilde {m}}^{v,n}(e^{in\omega t}-1)]}   (3)
де {\displaystyle \ m^{v}(0)} це початковий вихідний сигнал інтегратора; амплітуда прямолінійної компоненти є
{\displaystyle \Delta m^{v}={\frac {2\pi {\tilde {\varepsilon }}^{v,0}}{\omega }}}        (4)
а комплексні амплітуди гармонічних компонент є
{\displaystyle {\tilde {m}}^{v,n}={\frac {{\tilde {\varepsilon }}^{v,n}}{in\omega }}}    (5)
{\displaystyle \ n\geq 1}
Вихідні сигнали інтеграторів {\displaystyle \ m^{v}(t)} безпосередньо активізують м’язи, тому називаються м’язовими активаціями. Рівняння 3 вказує, що кожен інтегратор генерує патерни м’язової активації, які складаються із прямолінійних та гармонічних базисних рухів, які генеруються інтегруванням, відповідно, прямих та змінних компонент коливання. Такі патерни м’язової активації можуть пояснити властивості природних циклічних та досягнальних рухів. Сегмент руху відповідає прямому циклу коливання; {\displaystyle \ 0<t<T}, де
{\displaystyle T={\frac {2\pi }{\omega }}}
Вхідний сигнал у v-ий м’яз моделі м’язово-скелетної системи пов'язаний з вихідним сигналом v-го інтегратора через
{\displaystyle h^{v,mus}=W^{mus-int}m^{v}}
де {\displaystyle W^{mus-int}} – це коефіцієнт підсилення. Застосовуючи послідовність параметрів керування {\displaystyle {\tilde {\varepsilon }}^{v,n}}, {\displaystyle \omega }  сегменти руху (базисні рухи) зчіплюються та генеруються складні рухи.
Рокні та Сомполінські на основі їх динамічної моделі побудували спрощену біомеханічну модель руки (із 2-ма суглобами  та 3-ма парами м’язів агоністів-антагоністів, поєднуючи прямолінійні та гармонічні форми активації м'язів), яка змогла відтворити форми природних рухів досягання, як то прямолінійний шлях руки та куполоподібний профіль швидкості руху. Крім того, модель могла відтворити відхилення руху руки від еліптичної гармонічної траєкторії коли в модель руки була додана нелінійність м'язово-скелетної системи. Тоді як в рухах досягання, нелінійність має відносно незначний внесок і траєкторія руки є відносно прямою, навіть не зважаючи на навантаження.

## Нейронна активність під час підготування до руху
Традиційним для вивчення нейронної активності в моторній корі є завдання, коли мавпи повинні виконати рух досягання чи спрямовані рухи зап’ястя до цілей, що знаходяться в різних місцях простору.> Найчастіше в таких завданнях мавпі показується ціль, але вимагається щоб вона затримала виконання руху до появи сигналу «виконувати». Такий підготовчий період (між появою цілі та сигналом «виконувати») використовується для відокремлення в часі нейронної активності протягом підготування до руху від нейронної активності протягом виконання руху.
Одним з підтверджень того, що моторна кора використовує період затримки, як підготовку до руху, було відкриття, що час реакції (ЧР, час від сигналу готовності виконати рух до початку виконання руху) є коротшим у завданнях, в яких наявний інструктований період затримки, що дозволяє вибрати і підготувати відповідний рух. Крім того, протягом періоду затримки багато областей кори (тім’яна, премоторна та моторна) проявляють систематичну зміну активності, що вказує на їх залучення у процес підготовки до руху.
Під час реєстрації нейронної активності, одиничні нейрони проявляють найбільшу частоту розрядів в певному напрямку руху (напр. під час досягання вверх і праворуч). Вважається, що такі нейрони мають «переважний» напрямок руху. Така перевага стає очевидною під час підготовки до руху і зростає під час його виконання, що помітно в усередненій активності нейронної популяції.

### Підпорогова гіпотеза підготування до руху
В ранніх дослідженнях, які ґрунтувались на репрезентаційному баченні моторної кори, вважалось, що підготовча нейронна активність виражає бажаний рух на підпороговому рівні з тією самою функцією налаштованості, яка потім використовується під час руху, але з нижчими частотами нейронних розрядів. Настання руху відбувається тоді, коли нейронна активність переходить поріг чи досягає піку. Ця нейронна активність з низькою частотою не розглядалась як така, що викликає рух, але як скорочуюча час, необхідний для досягнення правильного підпорового шаблону розрядів, тим самими скорочуючи час реакції. Метою існування підготовчого налаштування вважалась зміна активності одиничного нейрону щоб зробити незначний, але специфічний внесок в певний аспект майбутнього руху. До прикладу, нейрон, який налаштований на підготовчому етапі до руху праворуч, через його частоту розрядів вноситиме певні малі зміни до кінцевого настання руху праворуч.

### Гіпотеза оптимального підпростору
На відміну від «підпорогової» гіпотези підготування до руху, динамічна модель припускає, що генерований рух є функцією стану підготовчої нейронної активності. Підготовча активність є початковим станом динамічної системи, чия подальша еволюція генерує моторний рух і не репрезентує явно моторні параметри.
Період затримки з точки зору динамічної моделі є дійсно підготовчим, як причина, яка формує умови що уможливлять настання відповідних моторних рухів.  Відтак, підготовча активність може бути безпосередньо пов’язана з настанням руху, але в спосіб, який не є явним на рівні одиничних нейронів. На рівні одиничних нейронів, підготовча активність не має очевидного зв’язку з активністю генерування руху.
Зміни в підготовчій активності генерують відповідні зміни в активності під час настання руху. Для кожного можливого руху існує «оптимальний підпростір» нейронних станів, які згенерують бажаний акуратний результат, коли рух кінцівки буде приведений в дію. Тоді моторне підготування постає, як процес «оптимізації» конфігурації частот нейронних розрядів таким чином, щоб вони знаходились в межах оптимального підпростору для бажаного руху. Оскільки рух є наслідком підготовчої активності, вона повинна бути оптимізована перед настанням руху щоб він вийшов точним та плавним.
Очевидним, але ключовим передбаченням гіпотези «оптимального підпростору» є те, що різні рухи потребують різні початкові стани динамічної системи. Позаяк підготовча активність відіграє провідну роль у визначенні руху, то виконання різних рухів потребує різних форм підготовчої активності. Відповідно весь нейронний стан, а відтак і стан індивідуальних нейронів, повинні змінюватись разом з різними рухами.
Після появи цілі руху відбувається швидка зміна в середній частоті розрядів нейронів. В дорсальній премоторній корі мінливість частоти розрядів, вимірювана протягом випробувань, спадає після появи цілі і наступні 200-300 мс. Це спадання мінливості наявне навіть коли середня частота розрядів майже не змінюється і воно пов’язане із тим, що частота розрядів стає більш послідовною після цілі.
Убування мінливості в одиничних нейронах дПМ та М1 із настанням цілі було виявлене також аналізуючи дані із завдань періоду затримки використовуючи фактор Фано: варіація частоти нейронних розрядів в множині випробувань поділена на середнє:
{\displaystyle F={\frac {\sigma _{W}^{2}}{\mu _{W}}}}
Нейрони без мінливості мають {\displaystyle F=0}, тоді як нейрони з високою мінливістю (характерною для Пуассонівських процесів). , мають {\displaystyle F=1}. Під час періоду затримки було виявлено, що фактор Фано спадав протягом 200 мс і потім стабілізувався, що було схоже на зменшення в часі реакції (ЧР) в моторній поведінці.  Цікаво, що схоже убування мінливості і стабілізація в частоті розрядів з появою стимулу притаманне не тільки моторній корі, але майже всій корі головного мозку.
В моторній корі, зростання з часом сталості частоти розрядів відображає збільшення їх точності, тобто, їх зростаючої тенденції зайняти оптимальний підпростір. Якщо конфігурація частоти розрядів під час появи сигналу до виконання руху знаходитиметься в межах оптимального підпростору, то ЧР буде коротким, якщо ж поза оптимальним підпростором – то ЧР буде довшим. Наявність під час випробувань довших ЧР характеризується більшою мінливістю частоти розрядів довкола часу появи сигналу до виконання руху. Тобто, ЧР коротші не тоді, коли загальна частота розрядів найвища, а коли мінливість розрядів найнижча – коли частота розрядів найближча до їх середнього.
Відповідно до динамічної моделі, динаміка підготування до руху не може бути тією ж, що й динаміка активності під час виконання руху.  На відміну від репрезентаційного підходу, який розглядав налаштованість нейрону однаковою під час підготування та генерування руху, динамічний підхід виявив відмінність та слабку кореляцію нейронної налаштованості між цими двома періодами. Так, в одиничних нейронах кореляція з підготовчою активністю починає зменшуватись за ~200 мс до настання руху і досягає нуля під час самого руху.
Саме тому підготовча нейронна активність не може бути підпороговою версією нейронної активності під час настання руху.

### Підготовча активність в нуль-просторі
Оскільки підготовча активність перед рухом присутня в дорсальній премоторній (дПМ) та первинній моторній (М1) корі, які проектуються в спинний мозок і приводять до м’язової активації, поставало питання, чому ця підготовча активність ледь присутня на рівні спинного мозку і відсутня в м’язах? Тобто, яким чином нейронна активність зостається локальною протягом підготовчого періоду, якщо активність тих самих нейронів через деякий короткий час приводить до генерування рухів?
Традиційно вважалось, що на рівні спинного мозку здійснюється затримка підготовчої активності, поки вона не перейде спинномозкового порогу активації чи підсилення перед переходом в генерований рух. Такий погляд узгоджувався із гіпотезою про підготовчу активність як слабшу, підпорогову версію нейронної активності під час настання руху, але не узгоджувався з експериментальними даними.
В рамках динамічно-системного підходу був запропонований механізм, який пояснює яким чином нейронна активність в дПМ та М1 протягом підготовчого періоду утримується від активації м’язів.
Взаємозв’язок між нейронною активністю в моторній корі та її цільовим м’язом можна виразити через просте, лінійне відношення, в якому активність кожного цільового м’язу буде обумовлюватись лінійною комбінацією частот нейронних розрядів:
{\displaystyle M=WN}
де M, W та N є матрицями. Кожен рядок в М містить активність одного м’яза, а кожен рядок в N містить активність одного нейрону. Стовпці цих матриць відповідають активностям в різний час і для різних рухів. W містить зважені суми для лінійного відображення від нейронів на м'язи, тобто суми частоти розрядів нейронів, що обумовлюють скорочення кожного м’яза.
В найпростішому, уявному сценарії два збуджувальні нейрони формують синапси безпосередньо з м’язами, які генерують сили, пропорційні сумі їх двох вхідних сигналів. До тих пір, поки сума двох сигналів залишається постійною, м’язи генеруватимуть постійну величину сили. Тоді активність цих двох нейронів може бути представлена як точка у двовимірному просторі частоти розрядів. Форма їх активності є траєкторією в цьому просторі. В просторі станів лінія постійної суми формує «нуль-вихідну» («output-null») розмірність. Вихідна сила м’яза зміниться тільки якщо зміниться сума частот нейронних розрядів. Напрямок, в якому сума змінюється буде «діє-вихідна» («output-potent») розмірність. Якщо ж нейронів буде більше, то й нуль-вихідних розмірностей буде значно більше. Коли ж буде множина незалежних м’язів, то для їх активації потрібна буде множина діє-вихідних розмірностей. Таким чином, активність в діє-вихідних розмірностях дійде до цільових м'язів та областей ЦНС, тоді як активність в нуль-вихідних розмірностях не дійде до цілі. Формально, будь-які зміни в нуль-вихідних розмірностях потрапляють в нуль-простір матриці зважених сум W, тоді як зміни активності в діє-вихідних вимірах потрапляють в простір рядків матриці W.
Тож, відповідно до динамічної моделі підготовча активність уникає спричинення руху через те, що знаходиться в нуль-просторі тих розмірностей простору частоти нейронних розрядів, які відображаються на вихідну м’язову активність чи знаходяться у зв’язку з іншими областями кори. Тому активність в нуль-просторовому вимірі не буде спричиняти м’язову активацію і вона слабо корелює з м’язовою активністю.
На противагу нуль-простору, активність у розмірностях простору-дії буде спричиняти цільову м’язову активацію чи впливати на інші пов’язані кортикальні області. Однак підготовча активність у простору-дії буде слабшою, щоб уникати передчасного спричинення м’язового скорочення. Тоді як в нуль-просторі підготовча активність буде більш сильно налаштованою і відмінною від базисного стану.
Підготовча активність сама по собі не призводить до зміни м’язової активності, але тим не менше приводить до формування вихідних сигналів руху, які ці зміни викликають. Підготовча активність покладає початковий напрямок та амплітуду наступної нейронної активності, пов’язаної з виконанням руху. Тож в динамічній системі підготовчий стан корелює із фазою та амплітудою пізнішої нейронної траєкторії в просторі станів протягом руху і не є цілком відокремленою від активності руху.     
Механізм нуль-простору може пояснити, чому втрачається підготовча активність між дМП та М1, як і між цими областями та цільовими м’язами.
Реєстрація активності в дПМ та М1 двох мавп виявила, що підготовча активність знаходилась в нуль-просторових розмірностях і уникала вимірів простору-дії по відношенню до м’язової активації. Так само підготовча активність в дПМ знаходилась переважно в межах нуль-просторових розмірностей по відношенню до М1, хоча і не в таких великих масштабах, як по відношенню до м’язів. Це, з одного боку, пояснює чому в М1 також присутня нейронна активність під час підготовчого періоду, а з іншого боку, чому через ефект нуль-простору в М1 менша підготовча активність, ніж в дПМ.
Дослідники також виявили, що нейрони із міцною підготовчою налаштованістю робили майже однаковий внесок до розмірностей нуль-простору та простору-дії. Відтак, ці розмірності не складаються з окремих груп нейронів, але є різними лінійними комбінаціями одних і тих же нейронів.
В світлі гіпотези нуль-простору стає зрозумілою слабка кореляція між нейронною підготовчою активністю та активністю настання руху, оскільки стани підготовки, пов’язані з різними рухами досягання, організовані вздовж розмірностей, які є ортогональними до розмірностей активностей, які відносяться до м’язової активації та виконання руху. Що не можливо в репрезентаційному підході, де активність підготовки та руху мають характеризуються однаковою налаштованістю.
Отож, наявність нуль-простору в моторній корі дозволяє мати просту, плавну, менш нелінійну динаміку, що узгоджуватиметься з плавними кривими налаштування, притаманними нейронам в цій області кори.

## Генерування руху в динамічній моделі
Репрезентаційний підхід трактував перехід від підготовчого стану до руху, як наслідок підсилення репрезентації певного моторного параметру перед тим, як вона перетне поріг.
З точки зору динамічно-системного підходу перехід до руху є переходом між двома різними типами нейронно-популяційної динаміки: підготовча активність, яка підносить нейронну популяцію до відповідного стану готовності, змінюється динамікою, яка генерує рух. Під час настання руху, динамічний стан популяції відходить від початкового підготовчого стану та слідує траєкторії в просторі станів, яка й керує рухом.

### Обертальна динаміка популяції нейронів

Проєкція поведінки нейронної популяції протягом всіх типів рухів на jPC площину. Обертання нейронного стану протягом досягання.

Новий, динамічно-системний підхід до керування рухами моторною корою був опублікований Черчлендом та ін. в статті 2012 р., результати якої поставили під сумнів класичну парадигму моторного керування рухів корою та перенесли акцент із репрезентаційного бачення поведінки нейронних популяцій в моторній корі на динамічне, відповідно до якого моторна кора функціонує, як (лінійна) динамічна система.
В їх динамічній моделі, Рокні та Сомполінські показали, як гіпотеза, що нейронний осцилятор використовується для генерування класу сегментів рухів, може бути перевірена експериментально через виявлення настання і зникання коливань в популяції нейронів протягом виконання та припинення рухів.
Це передбачення було експериментально підтверджене Черчлендом та ін., коли дослідники виявили, що нейронна частота розрядів систематично еволюціонує в часі, постаючи внутрішньо коливальною. З цього випливало, що поведінка моторної кори відображала не репрезентацію моторних параметрів, а еволюцію нейронної динамічної системи, починаючи з початкового стану, закладеного підготовчою активністю.
Черчленд та ін. реєстрували активність 469 одиничних нейронів в первинній моторній та премоторній корі чотирьох мавп, які виконували рухи досягання з різною швидкістю, напрямками, величиною та кривиною, всього 108 різних експериментальних умов. Крім того дослідники здійснили 364 одночасних реєстрацій (окремих- та мульти-одиниць) з двох пар імплантованої матриці 96 електродів. Навчена затримка дозволила мавпі підготувати рухи перед появою сигналу до виконання руху.

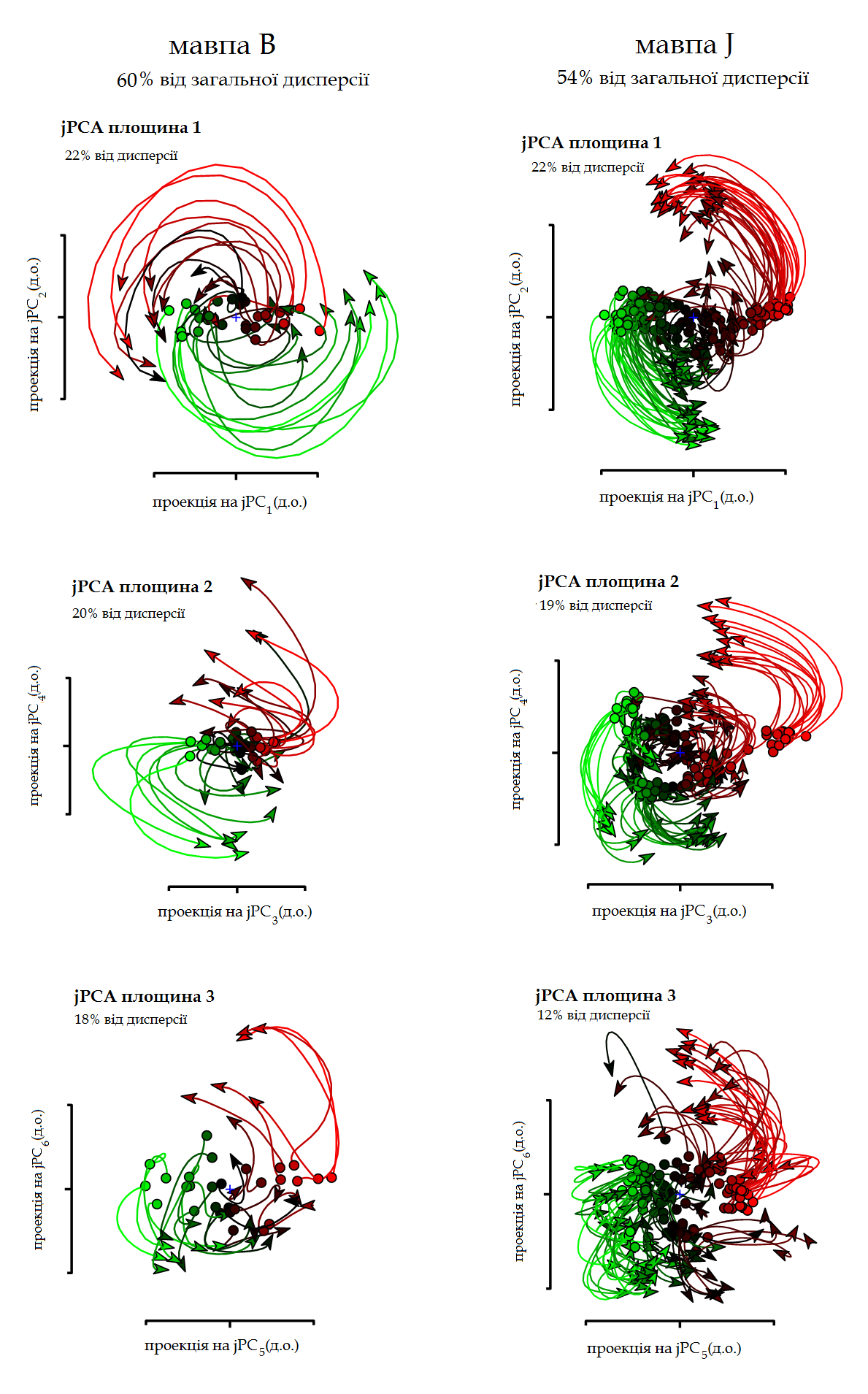
jPCA проєкції поведінки нейронної популяції. Дані реєстрації нейронної активності двох мавп із схожою популяційною поведінкою. Кожен стовпчик містить три jPCA площини (вищі 6 jPC), виявлені в 10 головних компонентах. Всі три площини містять послідовні (в тому самому напрямку та з однаковою кутовою швидкістю) для різних завдань досяганльних рухів.

Найбільш унікальним та неочікуваним відкриттям цього дослідження є те, що для всіх чотирьох мавп, при різних типах досягання рукою і за різних умов руху, панівним та незмінним мотивом нейронної поведінки в моторній корі було обертання нейронного простору станів (поведінки популяції нейронів).
Обертання популяційної нейронної поведінки природно випливали із підготовчого стану і були послідовними в напрямку та кутовій швидкості між різними досяганнями, які кожна мавпа виконувала. Саме раптове настання обертальної динаміки нейронного стану щойно перед виконанням руху і є тим, що спричиняло його виконання. Такі обертання були знайдені в первинній моторній та дорсальній премоторній корі незалежно.
Поведінка реєстрованих Черчлендом та ін. одиничних нейронів була складною, неоднорідною та багатофазною. Більшість з них проявляли коливання починаючи щойно до настання руху і тривали ~1-1,5 цикли. Схожі квазі-коливальні форми нейронної поведінки проявляються протягом ритмічних рухів в більшості тварин (напр., під час ходьби чи плавання). Однак рухи досягання не є ритмічними, тому така нейронна поведінка була неочікуваною.
Хоча обертання на рівні популяції є відносно простою  динамічною рисою, вони пояснюють спостережувані складні властивості поведінки одиничних нейронів, включаючи зміну переважного напрямку та відсутність кореляції між налаштованостями підготовчого періоду та періоду руху.

### Метод jPCA
Неоднорідність та складність поведінки одиничних нейронів, виявлених Черчлендом та ін., розходилась з репрезентаційними моделями руху і не піддавалась інтерпретації. Тільки застосувавши методи зменшення розмірності, дослідники виявили чіткий механізм на рівні нейронної популяції: підготовча активність покладала початковий стан динамічного процесу, який розгортався під час виконання руху. За складною, багатофазною поведінкою одиничних нейронів приховувалась систематична обертальна динаміка на рівні популяції нейронів.
Для виявлення обертання нейронного стану, поведінка нейронної популяції була проектована на двовимірний простір станів. Проєкція була отримана шляхом обробки даних нейронної реєстрації через два послідовні кроки:
Перший крок полягав в тому, що до високорозмірних нейронних часових рядів {\displaystyle \mathbf {x} (t)=[x_{1}(t),...,x_{n}(t)]} був застосований метод головних компонент (МГК; англ. principal component analysis, PCA). Ці дані можуть бути представлені, як матриця {\displaystyle X\in \mathbb {R} ^{ct\times n}}, де {\displaystyle n} є кількістю нейронів, {\displaystyle c} - кількість експериментальних умов досягання рукою в просторі; {\displaystyle t} - кількість часових точок. Тобто, матриця містить частоти розрядів кожного нейрону для кожної умови та кожного часу, який аналізується. МГК був застосований для того, щоб зменшити розмірність матриці даних {\displaystyle X} із {\displaystyle ct\times n} до {\displaystyle ct\times k} ({\displaystyle k<<n}), для {\displaystyle k=6}. Отримана {\displaystyle ct\times 6} матриця, {\displaystyle X_{red}\in \mathbb {R} ^{ct\times k}} визначає 6-вимірний нейронний стан для кожного часу та експериментальної умови. Однак МГК не виявив розмірності, відповідні з динамічною структурою.
Другий, ключовий крок полягав у застосуванні розробленого Каннінгемом та Черчлендом нового методу «jМГК» (англ. jPCA; надалі використовуватиметься оригінальна назва «jPCA»), який є динамічним варіантом МГК, що вилучає низькорозмірні обертання (приховані змінні) із високорозмірних даних часових рядів.
jPCA використовується для проєкції високорозмірних даних нейронної популяції на площини простору станів, що найкраще схоплюють ці обертальні динаміки в популяції. jPCA проектує стовпці із матриці {\displaystyle X}  на низькорозмірний простір використовуючи МГК.
Попередня обробка даних з допомогою МГК гарантувала, що подальше застосування jPCA виявить лише ту форму активності, що найбільш сильно присутня серед нейронів. Оскільки jPCA і МГК розв’язують різні цільові функції, то кожен метод приводить до різних результатів: якщо МГК знаходить напрямки максимальної дисперсії, то jPCA знаходить напрямки (площини) істотної обертальної динаміки. Щоб унеможливити виявлення істотних обертань, які охоплюють лише невелику дисперсію, jPCA повинен був застосовуватись після використання МГК для виявлення кількох розмірностей із найбільшою дисперсією. Тому Чарчленд та ін. застосували jPCA до вищих шести головних компонент (ГК), які містили 6 форм нейронної популяційної поведінки, що були найбільш сильно представлені в даних. В результаті було отримано 6 jPCs - ортонормований базис, який покривав той же самий простір, що й перші 6 ГК; тому всі структури, які були в проєкціях jPCA також були наявні в проєкціях МГК. З цих шести jPCs, перші 2 jPCs схоплювали найбільшу обертальну тенденцію в даних.
Тож, jPCA просто обертав розмірності, які були отримані через МГК, щоб краще показати динамічну структуру в нейронній популяції. Проєкції поведінки нейронної популяції виявили обертання нейронного стану в кількох розмірностях, що узгоджувалось із експериментально реєстрованою квазі-коливальною динамікою.
Математично, метод jPCA заснований на порівнянні нейронного стану із його похідною по часу. Нехай дані часових рядів мають форму ({\displaystyle \mathbf {x} (t),{\dot {\mathbf {x} }}(t)}), де {\displaystyle {\dot {\mathbf {x} }}(t)} означує часову похідну від {\displaystyle \mathbf {x} (t)}. Тоді jPCA апроксимує (через стандартну регресію найменших квадратів) ці дані, як лінійну неперервну динамічну систему, що має форму
{\displaystyle {\dot {\mathbf {x} }}(t)=M_{skew}\mathbf {x} (t)}
де {\displaystyle M_{skew}} це кососиметрична матриця, {\displaystyle M^{\mathbf {T} }=-M}. jPCA проектує кожен стовпець матриці даних {\displaystyle X} на власні вектори {\displaystyle M_{skew}} матриці. {\displaystyle M_{skew}} має чисто уявні власні значення (в комплексно-спряжених парах), і тому схоплює обертальну динаміку довкола фіксованої точки. jPCA виявляє обертальну динаміку, оскільки розв’язок неперервного диференціального рівняння jPCA задається формулою {\displaystyle \mathbf {x} (t)=e^{Mt}\mathbf {x} (0)}. Якщо {\displaystyle M} є кососиметричною матрицею, тоді  {\displaystyle e^{M}} є ортогональним, таким чином описуючи обертання початкового стану {\displaystyle \mathbf {x} (0)} з плином часу.
Найсильніші, найбільш швидкі обертання в динамічній системі трапляються в площині, вираженій через власні вектори, пов’язані із двома найбільшими (комплексно-спряженими)  уявними власними значеннями. Хоча власні вектори ({\displaystyle V_{1}} та {\displaystyle V_{2}}) матриці {\displaystyle M_{skew}} є комплексними, пов’язана дійсна площина може бути знайдена через: {\displaystyle jPC_{1}=V_{1}+V_{2}} та {\displaystyle jPC_{2}=j(V_{1}-V_{2}}. Тоді перша jPCA проєкція матриці даних {\displaystyle X} буде {\displaystyle X_{jPCA}=(jPC_{1};jPC_{2})\times X_{red}}. Тому матриця {\displaystyle X_{jPCA}} має розмір {\displaystyle ct\times 2} та описує нейронний стан, що проектується на дві розмірності, для кожного часу та експериментальної умови.
Тож, jPCs проєкції є просто лінійними проєкціями форм нейронної поведінки, що найсильніше представлені в даних.
Проєкція поведінки нейронної популяції моторної кори на jPC площину виявила кілька особливих характеристик нейронного стану: 1) обертання нейронного стану переважали протягом рухів досягання; 2) нейронний стан обертався в тому самому напрямку між різними експериментальними умовами, навіть коли досягання відбувалось в протилежному напрямку; 3) обертальна фаза природно слідувала із підготовчого стану і 4) обертання нейронного простору станів не були пов’язані з кривиною рухів досягання.
Отож, метод jPCA виявив, що обертання відображають внутрішню динаміку популяції нейронів, яка є сталою між різними умовами завдання, а не форму кінематики руху, як припускали традиційні моделі керування рухами.
Хоча обертання були домінуючою структурою в даних активності нейронної популяції моторної кори під час рухів досягання, необертальні структури також були присутні, відображаючи, скоріш за все, нелінійну динаміку необхідну для ініціювання та припинення руху, для стабільності та зворотного керування.

### Відсутність обертань в репрезентаційних моделях і ЕМГ активності
Апроксимація нейронних даних через лінійну динамічну систему виявила стійку обертальну поведінку в популяційній нейронній активності моторної кори. Подібне обертання нейронного стану не було наслідком специфічної обробки нейронних даних методом jPCA, оскільки цей метод не виявляв обертальних структур там, де їх нема. Зокрема, застосування jPCA методу до популяції м’язової поведінки виявило лише слабкі обертальні мотиви, так само як і в модельованій поведінці нейронних популяцій в традиційних, репрезентаційних моделях.
Черчленд та ін. спробували перевірити, чи можна знайти обертальну динаміку в традиційних моделях, які розглядають нейрони моторної кори, як такі, що кодують конкретні зовнішні моторні параметри. Для цього дослідники змоделювали поведінку нейронних популяцій в репрезентаційних моделях. Однак базові риси поведінки цих моделей не узгоджувались із спостережуваними експериментально складними, багатофазними формами активності одиничних нейронів. Застосування jPCA до цих моделей нейронних популяцій, налаштованих (крива налаштування) на швидкість і напрямок руху досягання, на положення в просторі, прискорення і ривок (англ. jerk, похідна від прискорення по часу) не виявило обертальних структур.
Подібно до репрезентаційних моделей, ЕМГ активність популяції м’язів не проявляла послідовних обертань, притаманних нейронним популяціям моторної кори.
Черчленд та ін. паралельно з реєстрацією нейронної активності, також реєстрували відповідну поведінку популяції м'язів. Активність одиничних м'язів була складною та багатофазною, подібно до активності одиничних нейронів, і так само плавно змінювалась в часі та між різними умовами руху. Однак jPCA-проєкція ЕМГ активності не виявляла обертальних структур, тільки закручені траєкторії, які не переміщувались в послідовному напрямку. В цілому, динамічна апроксимація для м’язової популяції була значно слабшою аніж для нейронних популяцій.
Отож, jPCA не знаходить обертання в будь-якій множині даних. І навіть якщо будь-яка популяція має складну в часі поведінку, це ще не свідчення того, що вона проявлятиме обертальну динаміку. М’язова поведінка найбільш подібна по своїй складності до нейронної популяційної активності, але не виявляє послідовних обертань, підкреслюючи ключове відкриття динамічно-системного підходу: обертання простору станів постає не із багатофазного сигналу, а із того, як цей сигнал будується. В даному випадку для обертання нейронного стану, потрібна пара багатофазних форм, із фазами послідовно на ~90° одна від одної. Нейронна популяція має таку доповнювану пару, тоді як модельовані традиційні та м’язові популяції не мають. Відтак, обертання стану популяції є ключовою рисою саме кортикальної поведінки протягом рухів досягання.

### Динамічна модель формування м’язової активності
Хоча ЕМГ активність сама по собі не проявляла обертань простору станів, Черчленд та ін. припустили, що ЕМГ все ж може бути побудована із основоположних обертань. Однак на відміну від традиційних моделей, дослідники не вважали, що кора безпосередньо керує м’язами, хоча наявність обертальної динаміки нейронного стану ілюструє правдоподібність такого прямого керування і показує, що ці обертання можуть забезпечити природну основу для генерування неритмічних рухів.
Виявлення обертання нейронного стану порушувало питання, як ці обертання пов’язані з досягальними рухами руки, оскільки ці рухи не були ритмічними. Ґрунтуючись на моделі Рокні-Сомполінського, Черчленд та ін. і Шеной та ін. припустили, що м’язова активність може бути побудована на основі базисної множини нейронних коливань, навіть якщо форма нейронної поведінки не є «м'язово-подібною». Це означало, що неперіодичні, дискретні рухи можуть бути генеровані через нейронні механізми, схожі на ті, що генерують ритмічні рухи.
Дослідники побудували просту динамічну «генераторну модель», яка розширила погляд, що моторна кора генерує м’язові вихідні сигнали.
Ключовим мотивом протягом рухів досягання в цій динамічній моделі було обертання нейронного стану. Як і в традиційних моделях, припускалось, що підготовча активність включає поширення нейронного стану від базової нейронної активності. Однак, в динамічній моделі цей підготовчий стан приводив до постання коливальної динаміки, яка генерувала обертання нейронного стану, що тривало ~1-1,5 циклів.
Припускалось, що нейронний стан популяції еволюціонував згідно з динамікою форми
{\displaystyle {\dot {\mathbf {x} }}(t,c)=f(\mathbf {x} (t,c)),}
де {\displaystyle f()} проявляє значний обертальний компонент. Ключовою рисою цієї моделі було те, що динаміка {\displaystyle f()} є однією й тією ж самою серед всіх умов виконання руху. Тому кожна умова є різною нейронною траєкторією в одному й тому ж просторі динамічних станів.
Обертання нейронного стану означало квазі-коливальну поведінку одиничних нейронів. В побудованій динамічній моделі ця коливальна активність формувала структурні елементи (базисну множину) для вихідних моторних команд. Модель включала два ортогональні обертання в просторі станів: одне обертання з вищою частотою, інше з нижчою. Подібна система могла генерувати невелику базисну множину коливальних структур, з будь-якою амплітудою та фазою (але фіксованою частотою), залежно від підготовчого стану. Із базисної множини лише двох основоположних коливань модель могла реконструювати ЕМГ активність дельтоподібного м'яза протягом різних рухів досягання.
Тож хоча модель прямо не кодувала м’язову активацію і поведінка одиничних нейронів різнилась від поведінки м’язів, ЕМГ активність цілком апроксимувалась сумою двох основоположних обертань нейронного стану, чиї фази та амплітуди (але не частоти) змінювались для різних умов руху досягання.